# Necydalis itoi
Necydalis itoi là một loài bọ cánh cứng trong họ Cerambycidae.